# Ali Barkın
Ali Barkın Bürkan (* 3. Januar 1985 in Ankara) ist ein türkischer Schauspieler.

## Leben und Karriere
Barkın wurde am 3. Januar 1985 in Ankara geboren. Er studierte an der Technischen Universität des Nahen Ostens. Danach setzte er sein Studium an der Vancouver Film School fort.
Sein Debüt gab er 2010 in der Fernsehserie Deniz Yıldızı. Im selben Jahr bekam er in dem Film Dilemma die Hauptrolle. Anschließend spielte Barkın 2011 in Hayat Devam Ediyor die Hauptrolle. 
Unter anderem trat er in dem Film Ayla auf. Außerdem wurde er 2017 für die Serie Klavye Delikanlıları gecastet. Barkın ist mit der Schauspielerin Elvan Dişli verheiratet. 2019 setzte er seine Karriere in Her Yerde Sen fort. Seit 2023 ist er in Yeşil Deniz: Milenyum zu sehen.

## Filmografie
Filme
- 2010: Dilemma
- 2014: Kırımlı
- 2016: 91.1
- 2017: Ayla
- 2020: Feride
- 2021: Hakikat Şeyh Bedrettin

Serien
- 2010: Deniz Yıldızı
- 2010: Şefkat Tepe
- 2011: Hayat Devam Ediyor
- 2012: Babalar ve Evlatlar
- 2013: Eski Hikâye
- 2013: Tanık
- 2014: Yeşil Deniz
- 2017: Klavye Delikanlıları
- 2019: Her Yerde Sen
- 2021: Etkileyici
- 2023: Yeşil Deniz: Milenyum